# Derker Tor

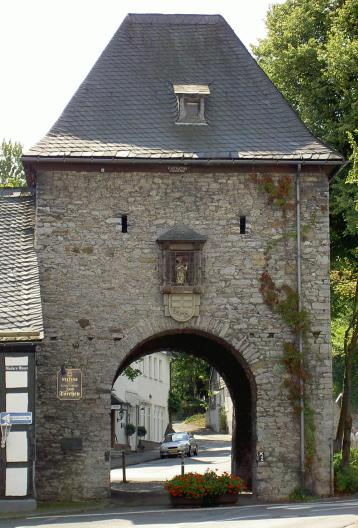
Derker Tor, Stadtseite

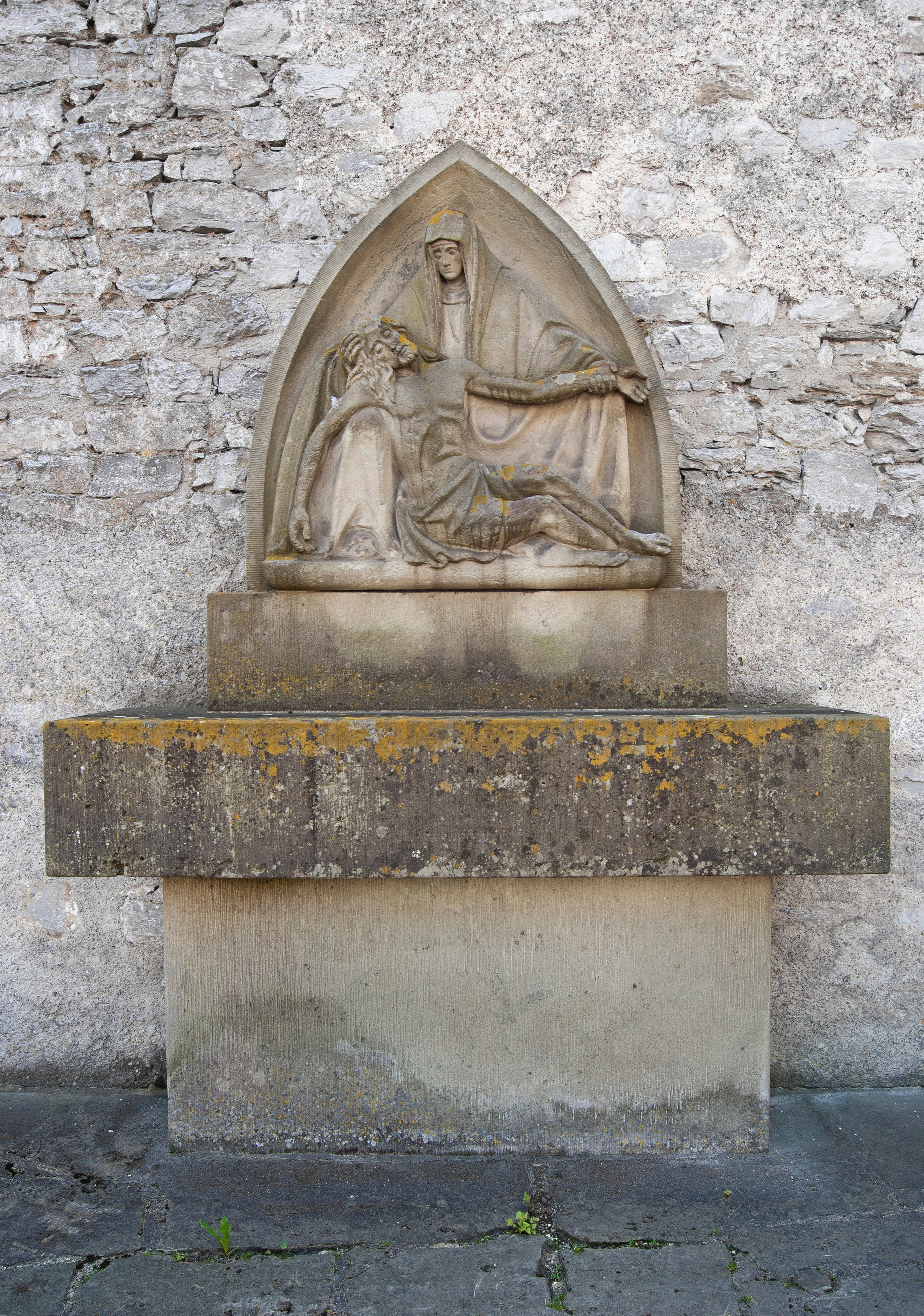
Pietà an der Westseite

Das Derker Tor ist das einzige erhaltene Tor in der Stadtbefestigung von Brilon. Es wurde um 1700 erbaut.
Engelbert von Köln verstärkte die Stadt gegen das Erzbistum Paderborn und Waldeck mit einer Stadtmauer. Von den vier Stadttoren ist nur dieses erhalten. Es ist nach der Wüstung Dederinghausen benannt.
Über dem Tordurchgang befindet sich eine Pietà.
Der Durchgang war durch starke hölzerne Torflügel gesichert, die in der Nacht abgeschlossen wurden. Vor dem Tor befand sich ein Schlagbaum, um die Kontrolle durch den Pförtner, der auch den Schlüssel für das Tor führte, zu optimieren. Ebenfalls vor dem Tor war ein hölzernes Drehkreuz, sogenanntes Schlingen, installiert. Bei heruntergelassenem Schlagbaum mussten sich die Fußgänger dort hindurch „schlingen“. Das Tor wurde um 1750 errichtet, es ist 4,50 × 4,50 m groß. Über jedem der beiden Rundbogentore nach Norden und Süden sind eine Nische und zwei Schießscharten eingelassen. Das Bruchsteinmauerwerk wurde rau verputzt, Reste des Putzes sind sichtbar. Die Durchfahrt wurde mit Bruchstein überwölbt. Das Walmdach wurde verschiefert. Bis zum Neubau der benachbarten Volksschule war noch ein Teil der Stadtmauer zu sehen.
Im oberen Teil des Tores war ein städtischer Gefängnisraum (Gefängniskammer); an den Wänden waren Fuß- und Handfesseln angebracht. Treppen als Zugang zu dieser Zelle gab es nicht. Unmittelbar neben dem Tor stand die Dienstwohnung des Pförtners; durch diese führte der Zugang zur Zelle.
Die Pförtner (häufig lateinisch als „portari“ bezeichnet) überwachten den ein- und ausgehenden Personen- und Güterverkehr. Um den Zustrom von Bettlern und anderen nichtsesshaften Personen zu verhindern, wurden Männer der Schützengesellschaft als Unterstützung beigeordnet.